# Chillac
Chillac ist eine Gemeinde mit 225 Einwohnern (Stand 1. Januar 2022) im westfranzösischen Département Charente in der Region Nouvelle-Aquitaine.

## Lage
Chillac liegt jeweils knapp fünfzig Kilometer (Fahrtstrecke) südöstlich von Cognac bzw. südwestlich von Angoulême in der alten Kulturlandschaft des Angoumois in einer Höhe von etwa 150 Metern ü. d. M. Auf dem Gebiet der Gemeinde entspringt der Fluss Beau.

## Bevölkerungsentwicklung
| Jahr      | 1962 | 1968 | 1975 | 1982 | 1990 | 1999 | 2006 | 2016 |
| Einwohner | 279  | 229  | 223  | 188  | 165  | 169  | 195  | 215  |

Im 19. Jahrhundert schwankte die Bevölkerungszahl konstant zwischen 400 und 620 Einwohnern. Infolge der Reblauskrise im Weinbau und der Mechanisierung der Landwirtschaft ist die Bevölkerung seitdem rückläufig.

## Wirtschaft
Die Einwohner von Chillac lebten jahrhundertelang von der Landwirtschaft; die Böden der Gemeinde gehören zu den Bons Bois des Weinbaugebietes Cognac, doch sind die Umsätze bei teuren Weinbränden in den letzten Jahrzehnten eher rückläufig, so dass der Weinanbau nur noch eine marginale Rolle spielt. Einnahmen aus dem Tourismus, insbesondere der Vermietung von Ferienwohnungen (gîtes), spielen seit den 1960er Jahren eine nicht unwichtige Rolle für die Einnahmen der Gemeindekasse.

## Geschichte
Die romanische Kirche weist auf einen bereits im Mittelalter bestehenden Ort hin.

## Sehenswürdigkeiten

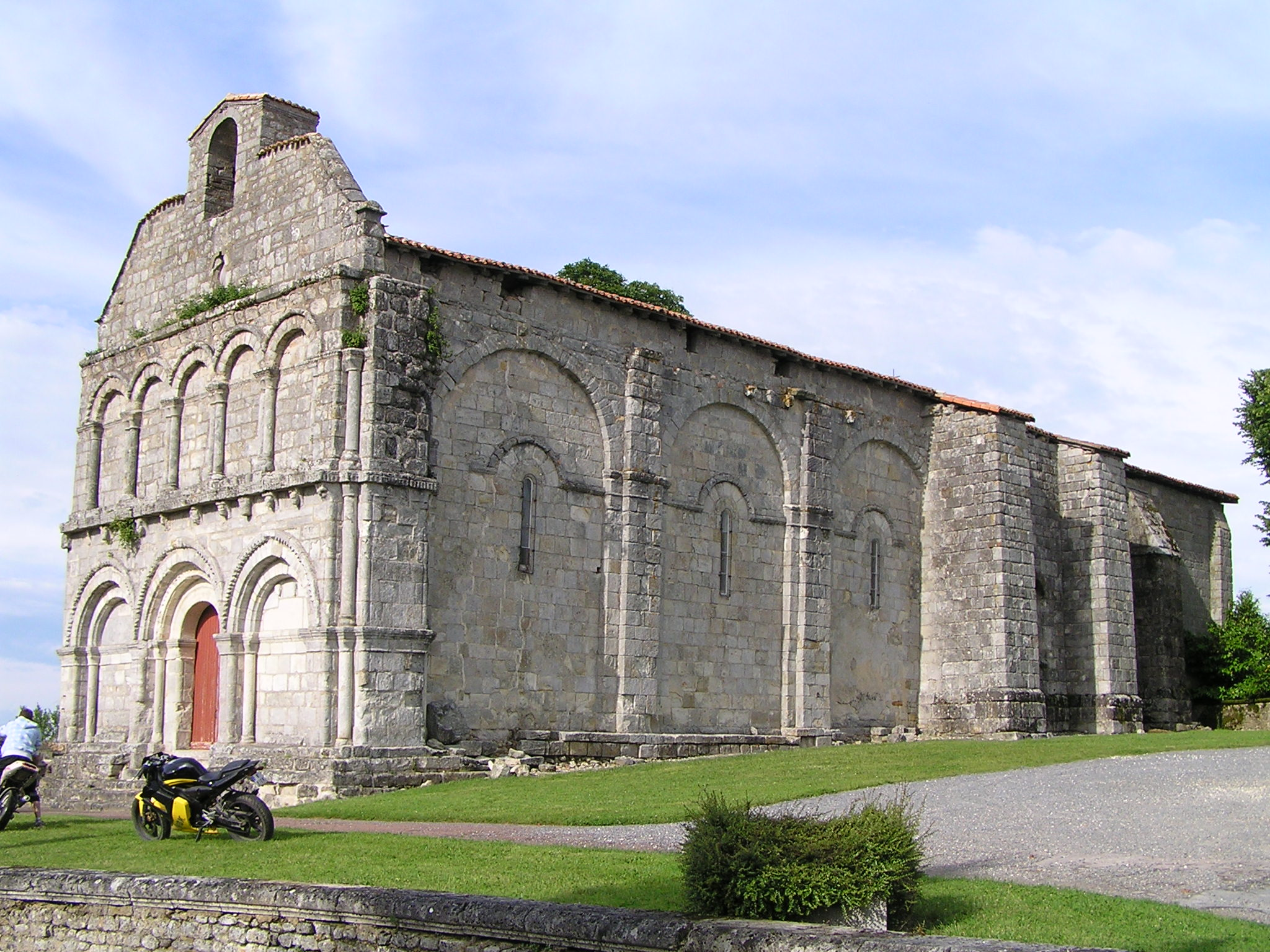
Kirche Saint-Sulpice

- Die romanische Pfarrkirche Saint-Sulpice wurde im 12. Jahrhundert erbaut. Der architektonische Aufbau der Westfassade entspricht dem charenteser Typus: Die Portalzone ist nach einem Triumphbogenschema mit zwei seitlichen Blendportalen gestaltet; über einem aus steinernen Köpfen gebildeten Konsolenfries befindet sich eine fünfteilige Blendarkadenreihe mit schlanken Doppelsäulen; in das schmucklose Giebelfeld eingelassen ist ein einfacher Glockengiebel. Die Außenwände des Langhauses sind durch hohe Blendbögen aufgelockert und durch nur leicht hervortretende Strebepfeiler verstärkt. Bei Umbauarbeiten des ausgehenden 15. Jahrhunderts wurden die Außenwände durch einen Wehrgang leicht erhöht; im Innern erhielt die Kirche ein Gewölbe und die Ostteile wurden komplett erneuert. Das Kirchenbauwerk ist seit 1961 als Monument historique[1][2] anerkannt.
- Unmittelbar neben der Kirche steht die Burg (Château de Chillac), ein aus zwei getrennten Bauwerken bestehender Gebäudekomplex aus der zweiten Hälfte des 15. Jahrhunderts. Beide Bauten haben unterschiedliche, meist fensterlose Türme mit verschiedenen Dachformen. Der Gebäudekomplex befindet sich in Privatbesitz und ist seit 1961 als Monument historique[3] eingestuft.
- Der Landsitz Manoir de la Vaure aus dem 17. und 19. Jahrhundert befindet sich ebenfalls in Privatbesitz und ist als schützenswert anerkannt.[4]